# Independence (Indiana)
Independence es un área no incorporada ubicada en el condado de Warren en el estado estadounidense de Indiana.

## Geografía
Independence se encuentra ubicado en las coordenadas 40°20′15″N 087°10′08″O / 40.33750, -87.16889.